# Massacre de Hlaingthaya
O massacre de Hlaingthaya foi um assassinato em massa de civis em 14 de março de 2021, no município de Hlaingthaya (também escrito Hlaing Tharyar e Hlinethaya), Yangon, Mianmar. Durante o massacre, tropas do Exército de Mianmar e oficiais da Força Policial de Mianmar mataram pelo menos sessenta e cinco indivíduos. O massacre se tornou um dos incidentes domésticos mais mortíferos ocorridos após o golpe de Estado de 2021 e marcou uma grave escalada na violência militar contra civis que resistiam ao golpe. A repressão violenta também precipitou um êxodo em massa de operários, residentes e empresas de Hlaingthaya, um importante centro fabril do país.

## Antecedentes
Em 1 de fevereiro de 2021, as Forças Armadas de Mianmar realizaram um golpe de Estado e depuseram o governo democraticamente eleito liderado pela Liga Nacional para a Democracia. Pouco tempo depois, os militares estabeleceram uma junta, o Conselho Administrativo de Estado, e declararam estado de emergência nacional. Em resposta, civis em todo o país realizaram protestos em larga escala para resistir ao golpe militar.
Os protestos de grande envergadura começaram em Hlaingthaya no início de março. Os protestos no município de Hlaingthaya, um subúrbio da classe trabalhadora localizado nos arredores de Yangon, foram particularmente grandes e bem organizados por causa dos sindicalistas e operários que viviam e trabalhavam na área, que abriga mais de 850 fábricas de roupas. O município também abriga muitos migrantes deslocados internamente da região de Ayeyarwady que ficaram desalojados após o ciclone Nargis de 2008.

## Incidente
No amanhecer de 14 de março de 2021, os manifestantes de Hlaingthaya montaram barreiras de blocos de cimento, bambu e sacos de areia nos principais pontos de ônibus da Estrada do Rio Hlaing (conhecida localmente como 'Estrada Nyaungdon'), uma importante via leste-oeste, em preparação para greves sentadas. Por volta das 7h, 50 mulheres chegaram ao local do protesto, entoando parittas budistas para assegurar a segurança dos manifestantes. Por volta das 9h30, milhares de manifestantes se reuniram no local.
Por volta das 10h, caminhões militares começaram a cruzar a ponte Bayinnaung para entrar no município, com aproximadamente 200 soldados rompendo as barreiras e forçando os manifestantes a se dispersarem. Por volta das 11h, soldados e policiais iniciaram um kettling, avançando de ambas as direções, atirando deliberadamente contra os manifestantes com munição real. As forças de segurança e os franco-atiradores também se reuniram no topo da ponte Aung Zeya, que tem vista para a via pública e conecta o município ao resto de Yangon, para atirar nos manifestantes e outros civis, incluindo médicos voluntários e funcionários de ambulâncias.
Imediatamente após o massacre, a Associação de Assistência aos Presos Políticos relatou pelo menos 22 mortos e 20 feridos. Na tarde seguinte, o número de mortos havia subido para 58. Um relatório da Human Rights Watch de dezembro de 2021 registrou pelo menos 65 baixas, com vítimas variando de 17 a 78 anos. Muitas vítimas foram enterradas nas proximidades do Cemitério de Hteinbin. Não foram relatadas baixas da força de segurança.

## Perpetradores
O massacre foi executado conjuntamente pelas forças de segurança do Exército de Myanmar, sob o comando de Nyunt Win Swe, e da Força Policial do Myanmar, sob o comando de Myo Min Htike, chefe de polícia da região de Yangon. A polícia antimotim (chamada lon htein) colaborou com soldados da 77.ª Divisão de Infantaria Leve durante a repressão dos protestos.

## Consequências
À medida que os eventos se desenrolavam, pelo menos 32 fábricas de propriedade chinesa no município foram deliberadamente incendiadas por assaltantes desconhecidos, com perdas totalizando US$ 37 milhões. Após o massacre, as forças de segurança estabeleceram uma forte presença nas principais áreas do município. Na terça-feira seguinte, 17 de março, as forças de segurança mataram pelo menos 6 trabalhadores e prenderam outros 70 trabalhadores após uma disputa salarial em uma fábrica chinesa de calçados em Hlaingthaya. Imediatamente após o massacre, milhares de trabalhadores migrantes fugiram do município, voltando para suas cidades natais. Em setembro de 2021, pelo menos 73 fábricas nas três zonas industriais de Hlaingthaya - Hlaingthaya, Shwe Linban e Shwe Thanlwin - fecharam, deixando pelo menos 20.000 trabalhadores desempregados.

## Nota
- Este artigo foi inicialmente traduzido, total ou parcialmente, do artigo da Wikipédia em inglês cujo título é «Hlaingthaya massacre».